# Lolita malgré moi
Cet article concerne le film original de Mark Waters. Pour l'adaptation en comédie musicale, voir Mean Girls (comédie musicale). Pour l'adaptation en film du spectacle, voir Mean Girls : Lolita malgré moi.
Série Lolita malgré moi
Lolita malgré moi 2
(2011)
Pour plus de détails, voir Fiche technique et Distribution.
Lolita malgré moi, ou Méchantes Ados au Québec, (Mean Girls) est une comédie américaine réalisée par Mark Waters, sortie en 2004.
Pour l'écriture du scénario, Tina Fey s'est inspirée du livre de développement personnel Queen Bees and Wannabes de Rosalind Wiseman.
Le film suit Cady Heron qui emménage à Evanston dans l'Illinois. Ses parents sont zoologistes et elle a jusque-là vécu avec eux au contact des animaux sauvages et suivant des cours par correspondance. Cady n'a alors jamais fréquenté d'école secondaire et le premier contact est difficile. Les premiers élèves qui l'adoptent comme amie, Damian et Janis, sont eux-mêmes des marginaux parce que Damian est homosexuel et que Janis a la réputation de l'être. Cady fait ensuite la connaissance des « Plastiques » : Regina George, Gretchen Wieners et Karen Smith. Ces trois lolitas populaires invitent Cady à rejoindre leur groupe, où seules comptent l'attitude et une répartie cinglante. Au début, Cady est réticente à accepter les codes vestimentaires ritualisés et la médisance, mais Damian et Janis la convainquent de se prêter au jeu pour découvrir leurs secrets.
Le film a été un succès au box-office américain et a été accueilli chaleureusement par la critique. Il a gagné en notoriété avec le temps, devenant un film culte.
Un spin-off en téléfilm, Lolita malgré moi 2, et sortie en 2011 ainsi qu'à une adaptation en comédie musicale, Mean Girls, qui s'est jouée de 2018 à 2020 au August Wilson Theatre à Broadway, et dont une adaptation cinématographique est sortie en 2024.

## Synopsis
Après douze ans passés en Afrique pour des recherches, le couple de zoologistes Betsy et Chip Heron rentrent aux États-Unis et s'installent à Evanston, dans l'Illinois, avec leur fille de seize ans, Cady Heron, qui n'a suivi que des cours par correspondance et n'a côtoyé jusqu'alors que des animaux sauvages. Lors de son premier jour à l'école secondaire North Shore High School, Cady essaie de se faire de nouveaux amis, en vain. Le jour suivant, elle rencontre Janis Ian et Damian Leigh, avec qui elle se lie d'amitié. Ils apprennent à Cady les rudiments de l'école et lui recommandent d'éviter le groupe le plus populaire et infâme de l'école, les « Plastiques », un groupe de trois jeunes lolitas dirigé par Regina George, et duquel font partie Gretchen Weiners, une jeune fille peu sûre d'elle-même mais très riche, et Karen Smith, une jeune fille gentille mais très stupide. Les Plastiques s'intéressent à Cady après l'avoir défendue d'un camarade de classe sexiste, et l'invitent à manger avec elles au déjeuner. Quand Janis l'apprend, elle demande à Cady de se faire amie avec elles et de lui raconter tout ce qu'elle peut apprendre d'elles.
Cady apprend vite l'existence du « Burn Book », un vieux journal de Regina rempli de rumeurs, de secrets et d'insultes envers les élèves et les professeurs de l'école. Cady raconte cela à Janis, qui prépare un plan pour se venger de Regina, mais Cady refuse de s'en mêler, pensant que Regina est une bonne amie. Pendant ce temps, Cady est peu à peu attirée par l'ex-petit ami de Regina, Aaron Samuels, et fait exprès de rater ses exercices de mathématiques afin d'avoir une excuse pour lui parler. Regina apprend le béguin de Cady et propose à Cady de lui parler d'elle. Mais Regina trahit Cady en reconquérant Aaron à une soirée organisée à l'occasion d'Halloween en l'embrassant devant Cady. Cette dernière décide alors de mettre à bien le plan de Janis, qui consiste à « couper les vivres » de Regina, en trois parties : forcer Aaron et Regina à se séparer, faire manger des soi-disant barres nutritionnelles suédoises à Regina afin qu'elle prenne du poids, et retourner les amies de Regina contre elle. Cependant, à force de les côtoyer, Cady devient méchante et superficielle, à l'image des Plastiques, et abandonne Janis et Damian.
Quand Regina finit par apprendre la trahison de Cady, elle se venge en photocopiant et en distribuant les pages du Burn Book dans toute l'école, ce qui crée d'intenses tensions dans les couloirs envers tous les élèves. Regina avait bien sûr pris soin de créer une fausse page sur elle-même afin que seules Cady, Gretchen et Karen, les trois seules élèves qui n'étaient pas représentées dans le journal, soient déclarées coupables. Karen parvient à convaincre le principal de l'école, Ron Duvall, que ce ne sont pas elles qui ont écrit dans ce journal, qui finit par apaiser les tensions et rassemblent tous les élèves dans le gymnase. Mme Norbury, la professeure de mathématiques, que le journal accusait de revendre de la drogue, font en sorte que les jeunes filles se fassent toutes face et s'excusent auprès de leurs amies et des professeurs. Sa stratégie s'avère efficace et les amitiés se reconstruisent. Quand vient le tour de Janis, cette dernière confesse le plan qu'elle avait créé avec Cady et se moque ouvertement de la reine des Plastiques. Regina, enragée, sort en trombe de l'école, poursuivie par Cady qui fond en excuses, et se fait frapper de plein fouet par un bus scolaire, ce qui lui brise la colonne vertébrale.
Cady prend toute responsabilité concernant le Burn Book. Elle se fait alors rejeter par Aaron et les autres étudiants, se fait punir par ses parents et devient une paria. Elle s'excuse auprès de Regina et retrouve peu à peu sa personnalité originale. Pour se rattraper de ses résultats désastreux en mathématiques, elle rejoint le groupe des Mathlètes dans un championnat d'État. Elle répond correctement au bris d'égalité, et permet aux Mathlètes de gagner le concours. Lors du bal de promo, le nouveau petit ami de Regina, Shane Oman, et Cady sont couronnés roi et reine du bal. Pendant son discours, Cady déclare que tous ses camarades sont beaux à leur manière, casse sa tiare et distribue les morceaux aux autres filles. Elle se réconcilie avec Janis, Damian et Aaron et fait une trêve avec les Plastiques.
Les Plastiques se séparent pendant l'été : Regina rejoint l'équipe de crosse pour gérer ses problèmes d'impulsivité, Karen devient la miss météo de l'école et Gretchen rejoint la clique des "Asiatiques Cools". Aaron a son diplôme et va à l'Université Northwestern à Chicago. Janis sort avec Kevin Gnapoor, l'un des Mathlètes, qu'elle n'aimait pas à la base. Cady contemple la paix qu'a retrouvé North Shore High, lorsqu'elle voit qu'un nouveau groupe de Plastiques s'est formé, et elle les imagine alors se prendre un bus.

## Fiche technique
Sauf indication contraire, les informations mentionnées dans cette section peuvent être confirmées par la base de données cinématographiques IMDb,  présente dans la section « Liens externes ».
- Titre original : Mean Girls
- Titre français : Lolita malgré moi
- Titre québécois : Méchantes Ados
- Réalisation : Mark Waters
- Scénario : Tina Fey, d'après le livre Queen Bees and Wannabes de Rosalind Wiseman
- Musique : Rolfe Kent
- Direction artistique : Brandt Gordon
- Décors : Patricia Cuccia
- Costumes : Mary Jane Fort
- Photographie : Daryn Okada
- Montage : Wendy Greene Bricmont
- Production : Lorne Michaels
  - Production déléguée : Jill Sobel Messick
- Sociétés de production : Broadway Video et Paramount Pictures
- Société de distribution : Paramount Pictures
- Budget : 17 millions de dollars[1]
- Pays de production :  États-Unis
- Langue originale : anglais
- Format : couleur - 1,85:1 (CinemaScope) - son Dolby Digital / DTS
- Genre : comédie
- Durée : 97 minutes
- Dates de sortie :
  - États-Unis et Canada : 30 avril 2004
  - Belgique et Luxembourg : 28 juillet 2004[2]
  - Suisse romande : 25 août 2004[3]
  - France : 26 janvier 2005
- Classification :
  - États-Unis : PG-13 (accord parental recommandé, film déconseillé aux moins de 13 ans)
  - Québec : tous publics (G - General Rating)
  - Belgique : potentiellement préjudiciable jusqu'à 6 ans[4]
  - Suisse romande : interdit aux moins de 10 ans[5]
  - France : tous publics[6]

## Distribution
- Lindsay Lohan (VF : Karine Foviau ; VQ : Geneviève Déry) : Cady Heron
  - Jessie Wright : Cady Heron à 5 ans
- Rachel McAdams (VF : Noémie Orphelin ; VQ : Geneviève Désilets) : Regina George
- Lacey Chabert (VF : Marie-Eugénie Maréchal ; VQ : Catherine Hamann) : Gretchen Wieners
- Amanda Seyfried (VF : Fily Keita ; VQ : Catherine Bonneau) : Karen Smith
- Lizzy Caplan (VF : Caroline Lallau ; VQ : Karine Vanasse) : Janis Ian
- Daniel Franzese (VF : Sébastien Desjours ; VQ : Louis-Philippe Dandenault) : Damian Leigh
- Jonathan Bennett (VF : Emmanuel Garijo ; VQ : Paul Sarrasin) : Aaron Samuels
- Tina Fey (VF : Stéphanie Lafforgue ; VQ : Maude Nantel) : Mme Sharon Norbury
- Tim Meadows (VF : Boris Rehlinger ; VQ : Marc-André Bélanger) : principal Ron Duvall
- Rajiv Surendra (en) (VQ : Martin Watier) : Kevin Gnapoor
- Amy Poehler (VF : Blanche Ravalec ; VQ : Christine Séguin) : June George
- Ana Gasteyer (VF : Marion Game) : Mme Heron
- Neil Flynn (VF : Gabriel Le Doze) : Mr Heron
- Daniel DeSanto (VQ : Sébastien Reding) : Jason
- Diego Klattenhoff (VF : Emmanuel Gradi ; VQ : Benoit Éthier) : Shane Oman
- Stefanie Drummond (VF : Marie Chevalot) : Bethany Byrd
- Alisha Morrison (en) : Lea Edwards
- Julia Chantrey (en) : Amber D'Alessio
- Molly Shanahan : Kristen Hadley
- Jan Caruana : Emma Gerber
- Jacky Chamberlain : Giselle Sigro
- Olympia Lukis : Jessica Lopez
- Dwayne Hill (en) (VF : Pierre Tessier) : le coach Carr
- Nicole Crimi : Kylie George
- Dan Willmott : Mr. George

 Source et légende : version française (VF) sur RS Doublage et via les cartons de doublages en fin de film.
 Source et légende : version québécoise (VQ) sur Doublage.qc.ca

## Production

### Genèse et développement

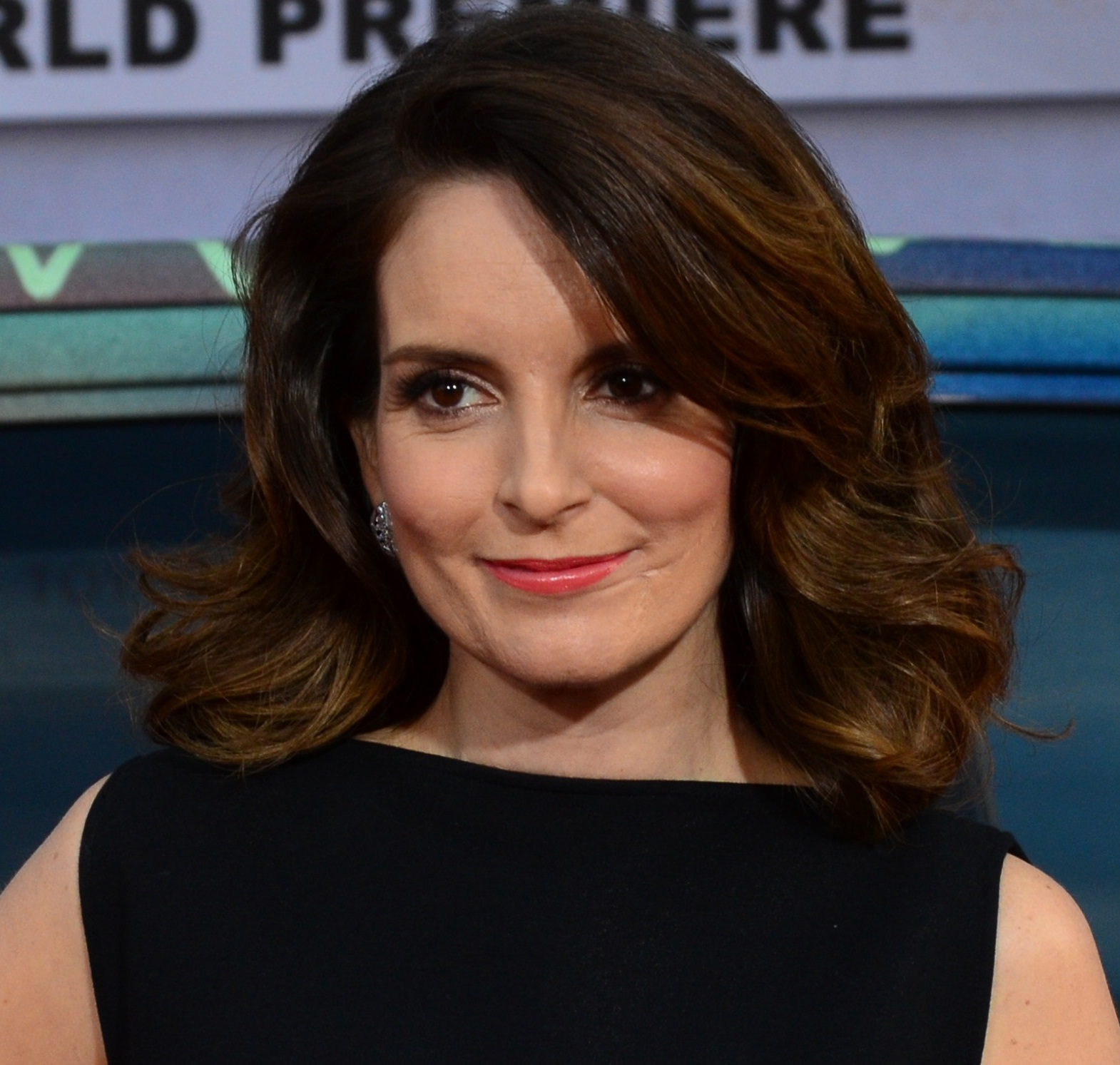
Tina Fey, scénariste du film et interprète de Mme Norbury.

Tina Fey commence à avoir des idées pour le film après avoir lu le livre de développement personnel Queen Bees and Wannabes de Rosalind Wiseman qui aborde le sujet des « clans » qui se forment au lycée ainsi que le comportement parfois agressif des adolescentes et comment les gérer. Elle contacte Lorne Michaels, le producteur de son émission Saturday Night Live, pour lui suggérer d'adapter le livre en film.
Lorne Michaels accepte de produire le film et contacte le studio Paramount Pictures pour acquérir les droits d'adaptation du livre. Le livre n'étant pas une fiction, Tina Fey écrit le scénario en se basant sur son expérience au lycée.
Elle donne le nom de Janis Ian à l'un des personnages d'après la chanteuse du même nom en hommage au premier épisode de l'émission Saturday Night Live, dans laquelle elle s'est fait connaitre du grand public. En effet, la chanteuse Janis Ian était la première invitée musicale de l'émission.

### Attribution des rôles

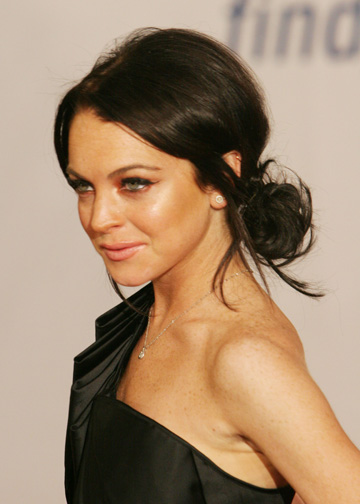
Lindsay Lohan, interprète de Cady Heron.

Lindsay Lohan auditionne d'abord pour le rôle de Regina George mais l'équipe de casting lui propose le rôle de Cady Heron, l'actrice correspondant plus à l'idée que l'équipe du film se faisait du rôle titre. Lohan craignant également que jouer une méchante pourrait toucher sa réputation.
Rachel McAdams est choisie pour le rôle de Regina George car l'équipe trouvait que le fait que l'actrice soit gentille et polie était parfait pour jouer un personnage à l'esprit diabolique. Amanda Seyfried auditionne également pour le rôle de Regina mais l'équipe suggère plutôt pour le rôle de Karen Smith, la trouvant drôle. Lacey Chabert et Daniel Franzese étaient tous les deux les derniers acteurs à auditionner pour leurs rôles.

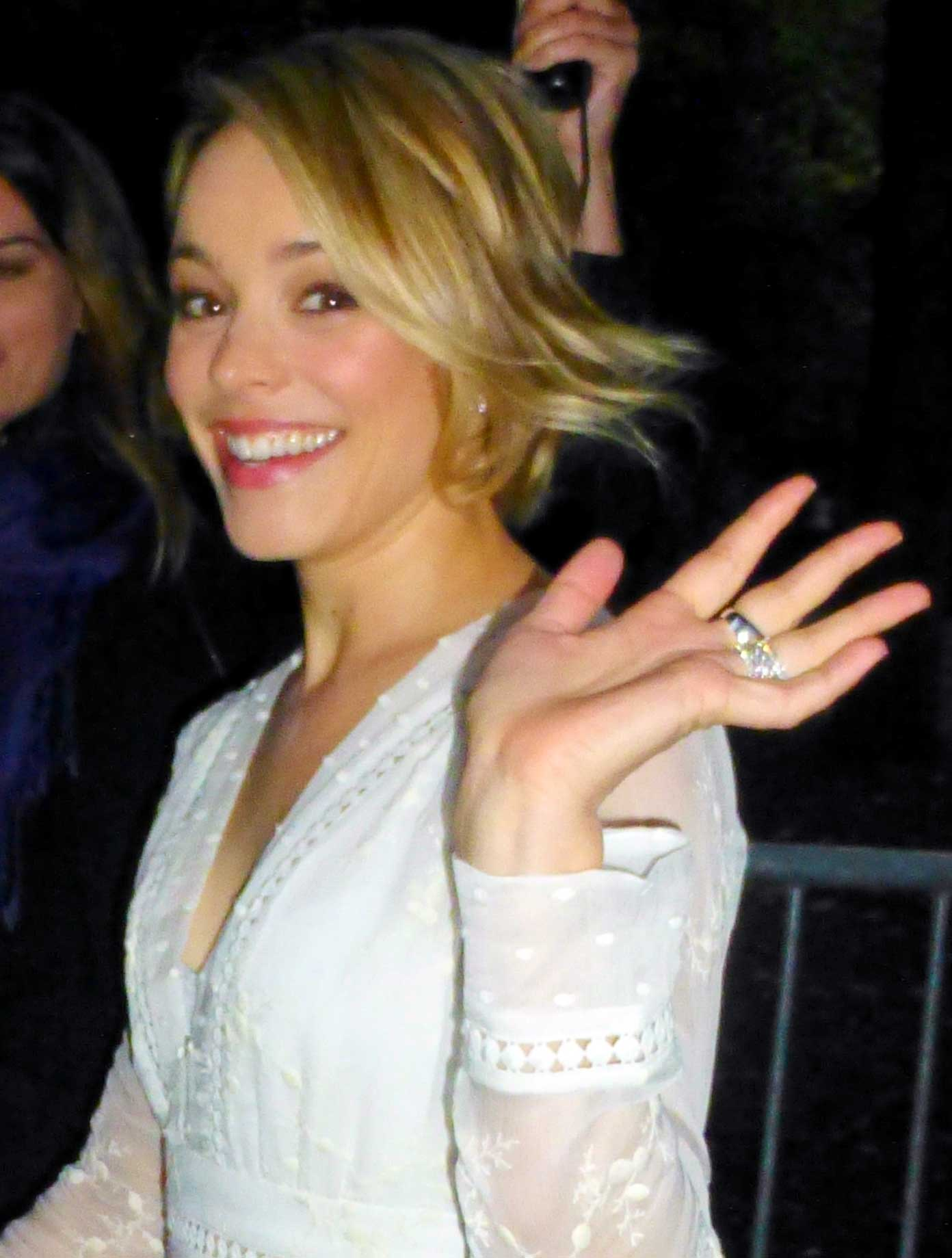
Rachel McAdams, interprète de Regina George.

La production a d'abord hésité à engager Lizzy Caplan pour le rôle de Janis Ian. Mark Waters désirait une actrice avec des airs de Kelly Osbourne pour le rôle. Néanmoins, Caplan fut engagée pour ses capacités d'actrice.
Tina Fey écrivit des rôles pour deux de ses collègues de Saturday Night Live. Celui de la mère de Regina pour Amy Poehler et celui du principal pour Tim Meadows. Elle craignait d'ailleurs que la production refuse d'engager Amy Poehler, qui était trop jeune pour jouer la mère d'une adolescente. Une autre ancienne actrice de l'émission, Ana Gasteyer, fut également engagée pour le rôle de la mère de Cady.
Un rôle avait été proposé à Evan Rachel Wood mais cette dernière refusa l'offre et Ashley Tisdale auditionna pour le rôle de Karen.

### Tournage
Le film se déroule à Evanston dans l'Illinois mais le tournage s'est déroulé principalement à Toronto au Canada. Une grande partie des scènes ont été tournées au Etobicoke Collegiate Institute. Certaines scènes ont été tournées au Convocation Hall de l'université de Toronto ainsi qu'au centre commercial Sherway Gardens.
Une partie du film a également été tournée au Malvern Collegiate Institute à Montclair dans le New Jersey.
Le tournage a débuté le 27 septembre 2003 et s'est terminé le 25 novembre 2003.
Pour le rôle de Regina, Rachel McAdams portait une perruque blonde. En effet, l'actrice avait les cheveux courts quand elle fut engagée pour le rôle et la repousse prenait trop de temps. Cette perruque avait une valeur de 20 000 $, et a été revendue à plus de 600 000 $. Par ailleurs, Amy Poehler, qui joue la mère de son personnage n'a que sept ans de plus que l'actrice.
Dans une scène du film, le personnage de l'acteur Rajiv Surendra rappe. C'est Tina Fey et Amy Poehler qui lui ont appris des techniques. Quelques scènes et dialogues ont également été retravaillés par Tina Fey pour éviter que le film ne soit interdit aux moins de 17 ans aux États-Unis où la classification est très sévère.

### Musique
Liste des titres
1. Dancing with Myself - The Donnas
2. God Is a DJ - Pink
3. Milkshake - Kelis
4. Sorry (Don't Ask Me) - All Too Much
5. Built This Way - Samantha Ronson
6. Rip Her to Shreds - Boomkat
7. Overdrive - Katy Rose
8. One Way or Another - Blondie
9. Operate - Peaches
10. Misty Canyon - Anjali Bhatia
11. Mean Gurl - Gina et Gabriel Rene
12. Hated - Nikki Cleary
13. Psyché Rock - Pierre Henry (remix de Fatboy Slim)
14. The Mathlete Rap - Rajiv Surendra
15. Jingle Bell Rock - Bobby Helms

D'autres chansons sont présentes dans le film mais ne figurent pas dans la bande originale : Pass That Dutch de Missy Elliott, Naughty Girl de Beyoncé, Beautiful de Christina Aguilera, Fire de Joe Budden avec Busta Rhymes, At Seventeen de Janis Ian, Halcyon + On + On d'Orbital et Love's Theme de The Love Unlimited Orchestra.
Rolfe Kent est le compositeur de la musique du film, orchestrée par Tony Blondal.

## Accueil

### Critiques
Le film reçoit des critiques positives. Sur le site agrégateur de critiques Rotten Tomatoes, il obtient un score de 83 % de critiques positives, avec une note moyenne de 6,9/10 sur la base de 149 critiques positives et 30 négatives. Il obtient le statut « Frais », le certificat de qualité du site.
Le consensus critique établi par le site résume que le film est plus drôle et intelligemment écrit que les comédies sur l'adolescence habituelles.
Sur CinemaScore, le film obtient la note « A- » sur une échelle allant d'« A+ » à « F ». Sur Metacritic, il obtient un score de 66/100 sur la base de 39 critiques.
En France, sur le site Allociné, le film récolte 3 étoiles sur 5 se basant sur l'interprétation de 15 critiques collectées.

### Box-office
| Pays ou région    | Box-office      | Date d'arrêt du box-office | Nombre de semaines |
| ----------------- | --------------- | -------------------------- | ------------------ |
| France            | 305 195 entrées | 1er mars 2005              | 5                  |
| États-Unis Canada | 86 058 055 $    | 9 septembre 2004           | 19                 |
| Mondial           | 129 042 871 $   | 5 mars 2005                | 45                 |

## Postérité

### Impact culturel

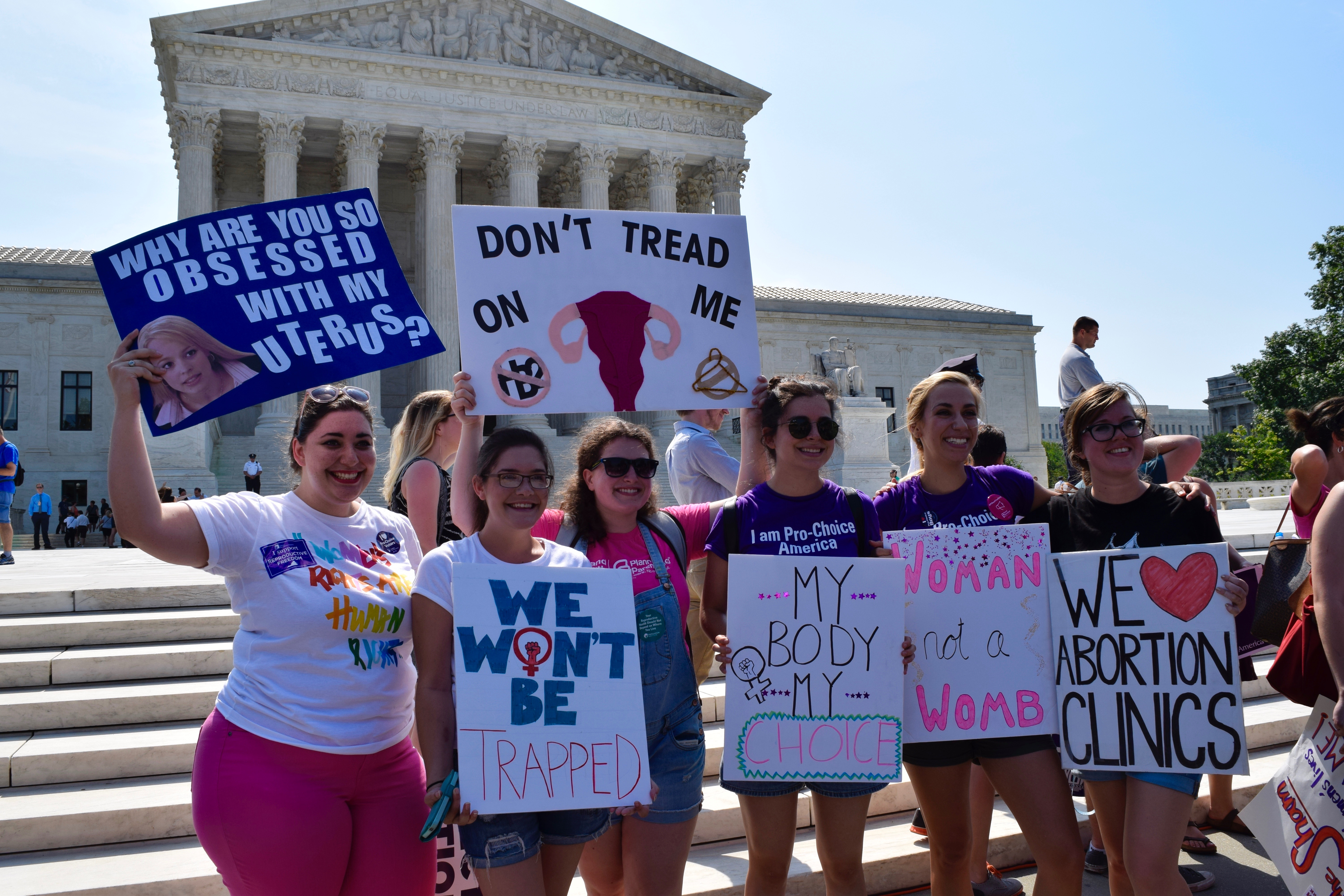
Une femme avec une pancarte mettant en scène Regina George et l'une de ses répliques lors d'une manifestation du mouvement pro-choix.

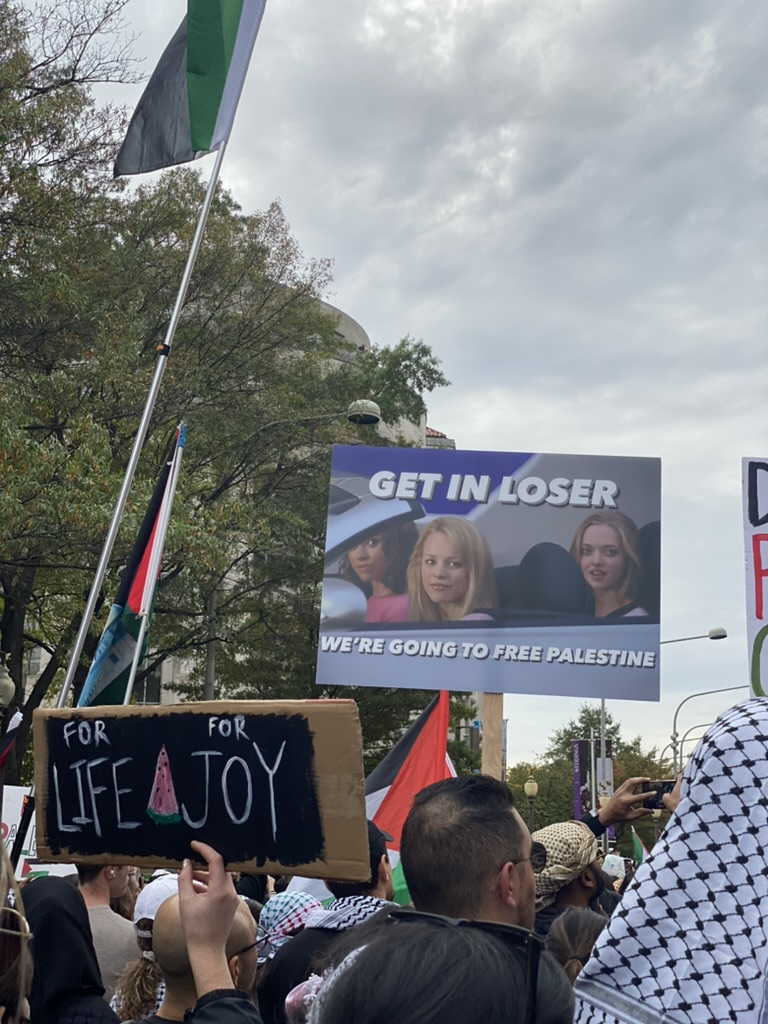
Une pancarte avec une image et une réplique du film lors d'une manifestation pro-palestinienne en 2023.

Le film est devenu un phénomène de la pop-culture. Beaucoup de GIF et Mème mettant en scène des moments du films tournent d'ailleurs sur les réseaux sociaux. Des pancartes avec des versions revisitées ou détournées des répliques du film sont également souvent utilisées lors d'évènements ou dans des manifestations, principalement aux États-Unis,.
La chanteuse Mariah Carey a révélé être une fan du film, utilisant des citations dans plusieurs interviews. Dans sa chanson Obsessed, elle utilise d'ailleurs la réplique « And I was like, Why are you so obsessed with me? » de Regina George. Son ex-mari, Nick Cannon, avait d'ailleurs confirmé que la chanson s'inspirait du film. En 2013, elle refait référence au film dans l'émission American Idol.
Le film figure à la fin des années 2000 dans la liste « Best-of » du magazine Entertainment Weekly, précisant que le film est toujours l'une des meilleures satires du monde des lycéens jamais réalisées. En 2006, le film est également douzième de leur liste des meilleurs films au lycée de tous les temps, place que le film conserve en 2015 lors de la nouvelle édition de la liste.
Lors de la cérémonie des People's Choice Awards de 2013, l'actrice Jennifer Lawrence mentionne le film lors de son discours quand elle remporte le prix de « l'actrice préférée ».
En août 2013, le compte Twitter de la Maison-Blanche partage une photo de Bo, le chien de la famille Obama, avec en légende « Bo, stop trying to make fetch happen » en référence à la réplique de Regina à Gretchen. Le compte de la société Taco Bell répondit au tweet en utilisant également une réplique du film.
Le sixième épisode de la troisième saison de la série télévisée How to Get Away with Murder rend plusieurs fois hommage au film. Le personnage de Aja Naomi King utilise la réplique « You can't sit with us », celui de Viola Davis mange son déjeuner dans les toilettes d'un lieu public après s'être sentie rejetée, celui de Karla Souza porte un jogging le lundi et enfin, celui de Behzad Dabu décrit certaines étudiantes comme des « Mean Girls ».
En 2018, des drag queens de l'émission RuPaul's Drag Race ont recréé la scène de la conversation téléphonique entre les Plastiques. La même année, dans le cinquième épisode de la dixième saison, la réplique « Why are you so obsessed with me? » est l'un des éléments dont deux participantes doivent s'inspirer pour un défi.
La même année, la chanteuse Ariana Grande rend hommage à plusieurs films, dont Lolita malgré moi, dans le clip de sa chanson Thank U, Next. Dans le segment inspiré du film, la chanteuse interprète Regina George. Son amie, l'actrice Elizabeth Gillies, interprète Cady Heron et Kris Jenner interprète June George. Deux acteurs du film y font une apparition : Jonathan Bennett qui interprétait d'Aaron Samuels et Stefanie Drummond, qui interprétait Bethany Byrd, l'une des lycéennes fascinée par Regina.

### Le3 octobre
Dans le film, Cady Heron se souvient du 3 octobre car c'est le jour où Aaron Samuels lui demande la date. Plusieurs fans du films commencent alors à proclamer le 3 octobre comme la journée du film. Chaque année, des fans postent alors sur les réseaux sociaux cette fameuse réplique. Le distributeur du film, Paramount Pictures, en prend connaissance et commence également à partager cet événement, via les réseaux sociaux.
Au fil des années, le studio propose lors de cette journée des événements autour du film et des produits dérivés.
Le 3 octobre 2018, l'État de New York, où se joue la comédie musicale adaptée du film, déclare officiellement cette journée comme celle du film dans tout l'État avec la mise en place pour la journée d'un panneau West Fetch Street et une cérémonie au August Wilson Theatre.

## Adaptations

### Téléfilm spin-off
En 2011, la chaîne câblée ABC Family diffuse un téléfilm intitulé Lolita malgré moi 2 (Mean Girls 2), réalisé par Melanie Mayron.
Se déroulant dans le même lycée, il met en scène un nouveau groupe d'adolescentes. Le seul acteur du film original à reprendre son rôle est Tim Meadows qui retrouve son personnage, le principal Ron Duvall.

### Jeux vidéo
En 2009, un jeu vidéo adapté du film mettant en scène des personnages différents avec un style graphique inspiré du manga, est sorti en téléchargement sur PC. En 2010, l'éditeur 505 Games annonce un jeu vidéo adapté du film sur la Nintendo DS. Néanmoins, le jeux ne voit jamais le jour. En 2015, un jeu pour smartphone est dévoilé mais vite retiré des plateformes de téléchargement.
L'application pour smartphone, qui propose aux joueurs plusieurs histoires interactives, a publié plusieurs histoires se déroulant dans l'univers du film et incluant les personnages de ce dernier, à la suite d'un accord avec Paramount Pictures. La première, Mean Girls: Senior Year, se déroule après les événements du film. Le joueur contrôle une nouvelle élève au lycée dont le passé est lié à celui de Regina. Le second, Mean Girls: Sorority Rush, voit le personnage en pleine guerre avec Regina pour rejoindre une sonorité très selective. La dernière histoire, Mean Girls: Spring Break, met en scène un concours d'université sur une île.

### Comédie musicale

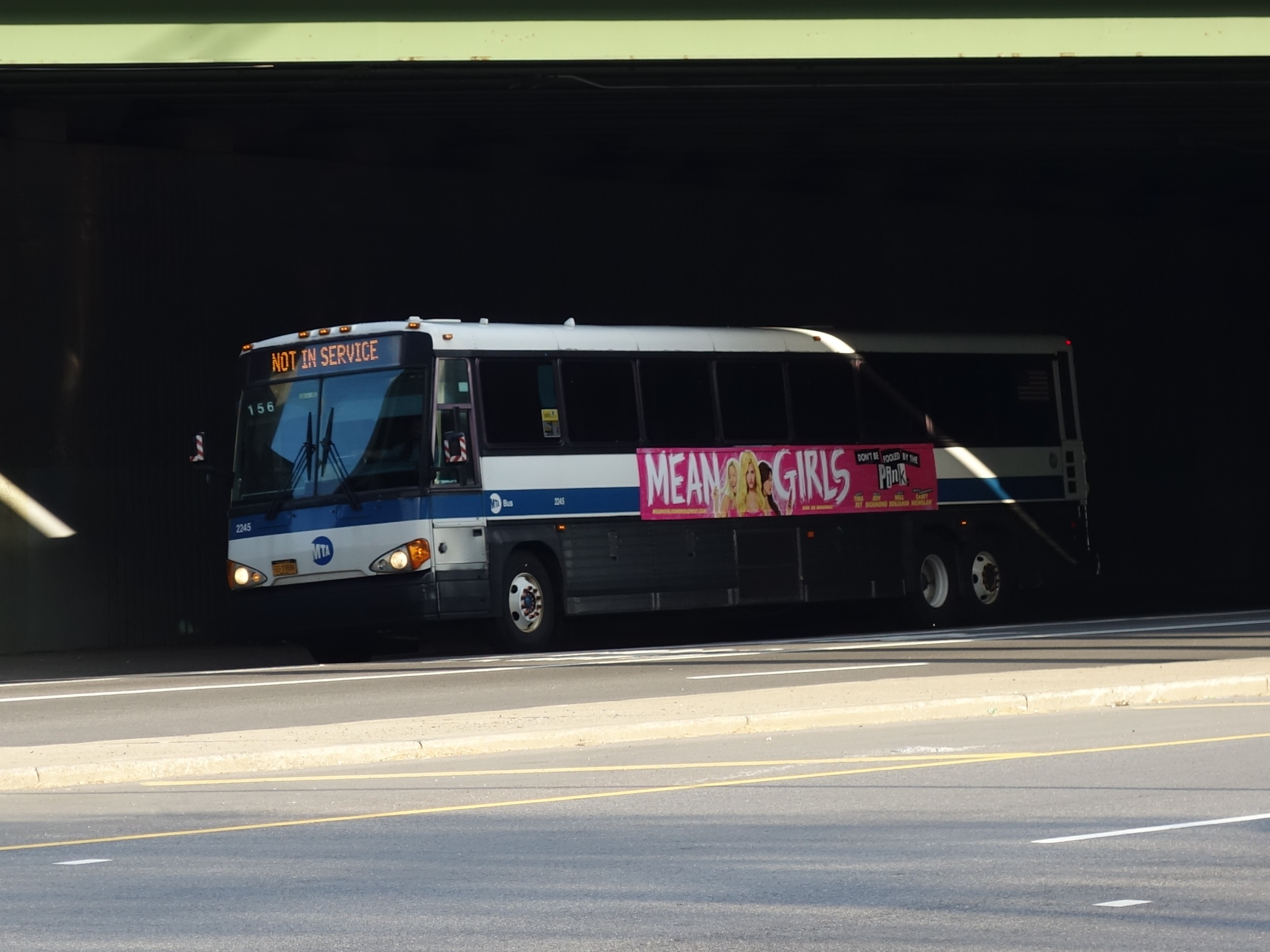
Bus avec une affiche pour la comédie musicale.

En 2013, Tina Fey confirme qu'elle travaille sur une adaptation en comédie musicale du film. Tina Fey rédige le livret et la musique est composée par son mari, Jeff Richmond, et Paramount Pictures soutient le projet.
Quelques représentations tests ont été organisées au National Theatre de Washington à partir du 31 octobre 2017.
La comédie est lancée à Broadway au August Wilson Theatre le 8 avril 2018 après plusieurs représentations en avant première depuis le 12 mars 2018.
Saluée par la critique, la comédie musicale arrive très vite en tête du box-office de Broadway. Elle propose une vision fidèle mais plus moderne du film, y ajoutant des références à la nouvelle génération. Tina Fey gagne également plus de liberté concernant les répliques, n'ayant pas la pression de la classification.
En janvier 2020, Tina Fey annonce qu'elle développe une adaptation cinématographique du spectacle. Intitulé Mean Girls : Lolita malgré moi, le film est produit par Paramount Pictures, producteur du film original, et est sorti en 2024.

## Distinctions
Sauf indication contraire, les informations mentionnées dans cette section peuvent être confirmées par la base de données cinématographiques IMDb,  présente dans la section « Liens externes ».

### Récompenses
- Teen Choice Awards 2004 :
  - Meilleure actrice dans une comédie pour Lindsay Lohan
  - Révélation féminine au cinéma pour Lindsay Lohan
  - Prix Blush au cinéma pour Lindsay Lohan
- MTV Movie Awards 2005 :
  - Meilleure actrice pour Lindsay Lohan
  - Révélation féminine pour Rachel McAdams
  - Meilleure équipe à l'écran pour Lindsay Lohan, Rachel McAdams, Lacey Chabert et Amanda Seyfried

### Nominations
- Teen Choice Awards 2004 :
  - Meilleure comédie
  - Meilleure actrice dans une comédie pour Rachel McAdams
  - Révélation féminine au cinéma pour Rachel McAdams
  - Révélation masculine au cinéma pour Jonathan Bennett
  - Prix Blush au cinéma pour Rachel McAdams
  - Meilleure alchimie au cinéma pour Lindsay Lohan et Jonathan Bennett
  - Meilleure scène d'action ou de combat pour Lindsay Lohan et Rachel McAdams
  - Meilleur méchant au cinéma pour Rachel McAdams
  - Meilleur dur à cuir au cinéma pour Rachel McAdams
  - Meilleur menteur au cinéma pour Lindsay Lohan
- MTV Movie Awards 2005 : meilleur méchant pour Rachel McAdams
- Kids' Choice Awards2005 : meilleure actrice au cinéma pour Lindsay Lohan
- People's Choice Awards 2005 : meilleure comédie
- Writers Guild of America Awards 2005 : meilleur scénario adapté